# Liste der Monuments historiques in Laigneville
Die Liste der Monuments historiques in Laigneville führt die Monuments historiques in der französischen Gemeinde Laigneville auf.

## Liste der Bauwerke
| Bezeichnung                | Beschreibung              | Standort | Kennzeichnung | Schutzstatus | Datum | Bild           |
| -------------------------- | ------------------------- | -------- | ------------- | ------------ | ----- | -------------- |
| Kirche St-Rémy             |                           | (Lage)   | PA00114725    | Classé       | 1911  | weitere Bilder |
| Kommende des Templerordens | Erbaut im 13. Jahrhundert | (Lage)   | PA00114724    | Inscrit      | 1988  | weitere Bilder |

## Liste der Objekte
| Bezeichnung | Beschreibung          | Standort                     | Kennzeichnung | Schutzstatus | Datum | Bild |
| ----------- | --------------------- | ---------------------------- | ------------- | ------------ | ----- | ---- |
| Glocke      | Bronze, 1670 gegossen | in der Kirche St-Rémy (Lage) | PM60000951    | Classé       | 1912  |      |